# لورنزو جوانوتی
لورنزو جوانوتی (به لاتین: Lorenzo Jovanotti) متولد ۲۷ سپتامبر ۱۹۶۶، در کورتونا توسکانی، خواننده، ترانه سرا و رپر ایتالیایی می‌باشد. نام جوانوتی برگرفته شده از جمع کلمه ایتالیایی giovanotto و به معنی (مرد جوان) است. او در سال ۱۹۸۲ در رادیو به عنوان دی‌جی شروع به کار می‌کند، تا اینکه در سال ۱۹۸۷ اولین ترانه‌اش را با نام قدم زدن (Walking) روانه بازار می‌کند و نام هنری «جووانوتی» (Joe Va notti) را برای خود انتخاب می‌کند او در تاریخ ۶ سپتامبر ۲۰۰۸ در کلیسای «سانتا ماریا نواوا» با "فرانسیسکا والیانی" ازدواج کرد. آلبوم (lullaby "Per te" to Teresa) یکی از موفقیت‌های او در سال ۱۹۹۹ بود. سبک او ترکیبی از مخلوط هیپ‌پاپ رپ و دیسکو و هم‌چنین انعکاس باورها و عقاید شخصیتی او است. ترانه‌های او بیشتر به مسائل فلسفی، مذهبی و سیاسی پرداخته می‌شود.